# 毛厄尔
毛厄尔是德国莱茵兰-普法尔茨州的一个市镇。总面积5.33平方公里，总人口60人，其中男性34人，女性26人（2011年12月31日），人口密度11人/平方公里。